# Per-Inge Tällberg
Per-Inge Tällberg (Bollnäs, 14 giugno 1967) è un ex saltatore con gli sci svedese.
È fratello di Staffan, a sua volta saltatore con gli sci di alto livello.

## Biografia
In Coppa del Mondo esordì il 30 dicembre 1985 a Oberstdorf (10°) e ottenne l'unico podio il 23 febbraio 1991 a Tauplitz (3°).
In carriera prese parte a due edizioni dei Giochi olimpici invernali, Calgary 1988 (36° nel trampolino normale, 22° nel trampolino lungo, 7° nella gara a squadre) e Albertville 1992 (50° nel trampolino lungo), a tre dei Campionati mondiali (14° nel tramploino lungo a Val di Fiemme 1991 il miglior piazzamento) e a due dei Mondiali di volo (11° a Vikersund 1990 il miglior piazzamento).

## Palmarès

### Coppa del Mondo
- Miglior piazzamento in classifica generale: 33º nel 1991
- 1 podio (individuale):
  - 1 terzo posto